# Salujärv
Salujärv är en sjö i södra Estland. Den ligger i Rõuge kommun i landskapet Võrumaa, 240 km sydost om huvudstaden Tallinn. Salujärv ligger 219 meter över havet. Arean är 0,08 kvadratkilometer exklusive en nästan lika stor ö som ligger i sjöns södra del. Den avvattnas av vattendraget Kivila oja som via Kulbioja, Pärlijõgi och Gauja mynnar i Rigabukten.

### Fotnoter
1. ↑  Plaani järv hos Geonames.org (cc-by); post uppdaterad 1995-04-02; databasdump nerladdad 2015-09-05